# Київський апеляційний господарський суд

Юрисдикція суду

Ки́ївський апеляці́йний господа́рський суд — колишній спеціалізований господарський суд апеляційної інстанції господарської юрисдикції, розташований в місті Києві, юрисдикція якого поширювалася на Київську, Черкаську, Чернігівську області та місто Київ.
Крім того, у зв'язку з неможливістю здійснювати правосуддя Севастопольським апеляційним господарським судом на тимчасово окупованих територіях, Київським апеляційним господарським судом забезпечувався розгляд господарських судових справ, підсудних Севастопольському апеляційному господарському суду.
Суд здійснював правосуддя до початку роботи Північного апеляційного господарського суду, що відбулося 3 жовтня 2018 року.

## Розташування
Нова адреса суду — 04116, м. Київ, вул. Шолуденка, 1-А.
Найближчі до суду станції метро — Політехнічний інститут та Лук'янівська. Суд розташований в п'яти хвилинах руху від Берестейського проспекту та в 10 хвилинах руху від Галицької площи.
Суд переїхав у нову будівлю за адресою вул. Шолуденка, 1 на правах оренди строком на 10 років відповідно до розпорядження Кабінету Міністрів України від 13.06.2012 № 366-р. Будівля належить Дочірній компанії «Газ України» Національної акціонерної компанії «Нафтогаз України».
З листопада 2010 р. по липень 2012 р. суд розташовувався у трьох корпусах за адресами:
- пров. Рильський, 8;
- вул. Лисенка, 6;
- вул. Жилянська, 58-Б.

В листопаді 2010 р. у зв'язку з реорганізацією мережі апеляційних господарських судів згідно з указом Президента України Януковича В. Ф. від 12 серпня 2010 р. № 811/2010 маленький корпус за адресою вул. Білоруська, 13 було передано до Шевченківського районного суду м. Києва, натомість було отримано великий корпус за адресою вул. Жилянська, 58-Б від ліквідованого Київського міжобласного апеляційного господарського суду.